# Muristan

Lage des Muristan im Christenviertel

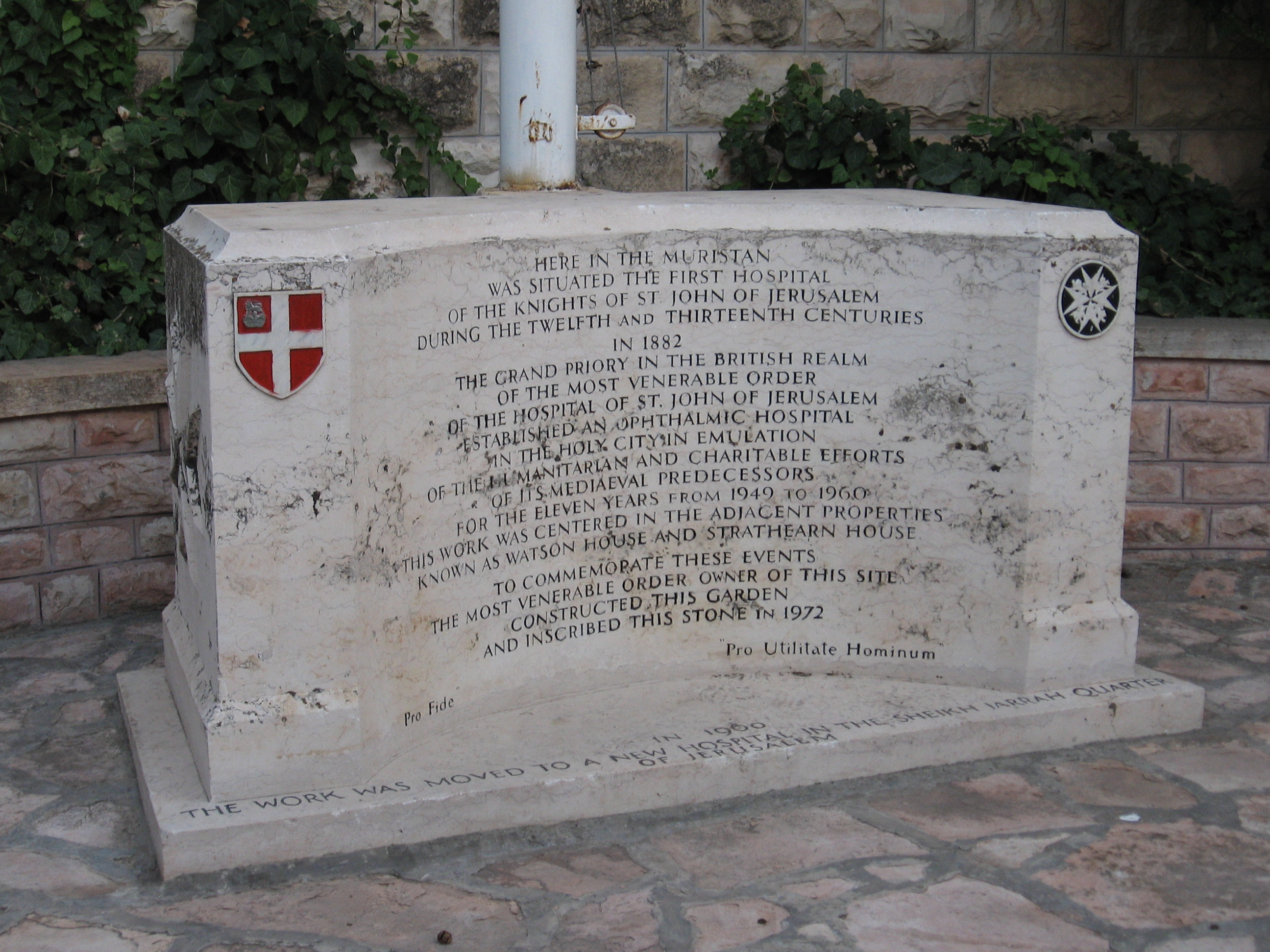
Der Muristan-Gedenkstein in der Nähe der Erlöserkirche. An diesem Platz stand das erste Hospital des Johanniterordens.

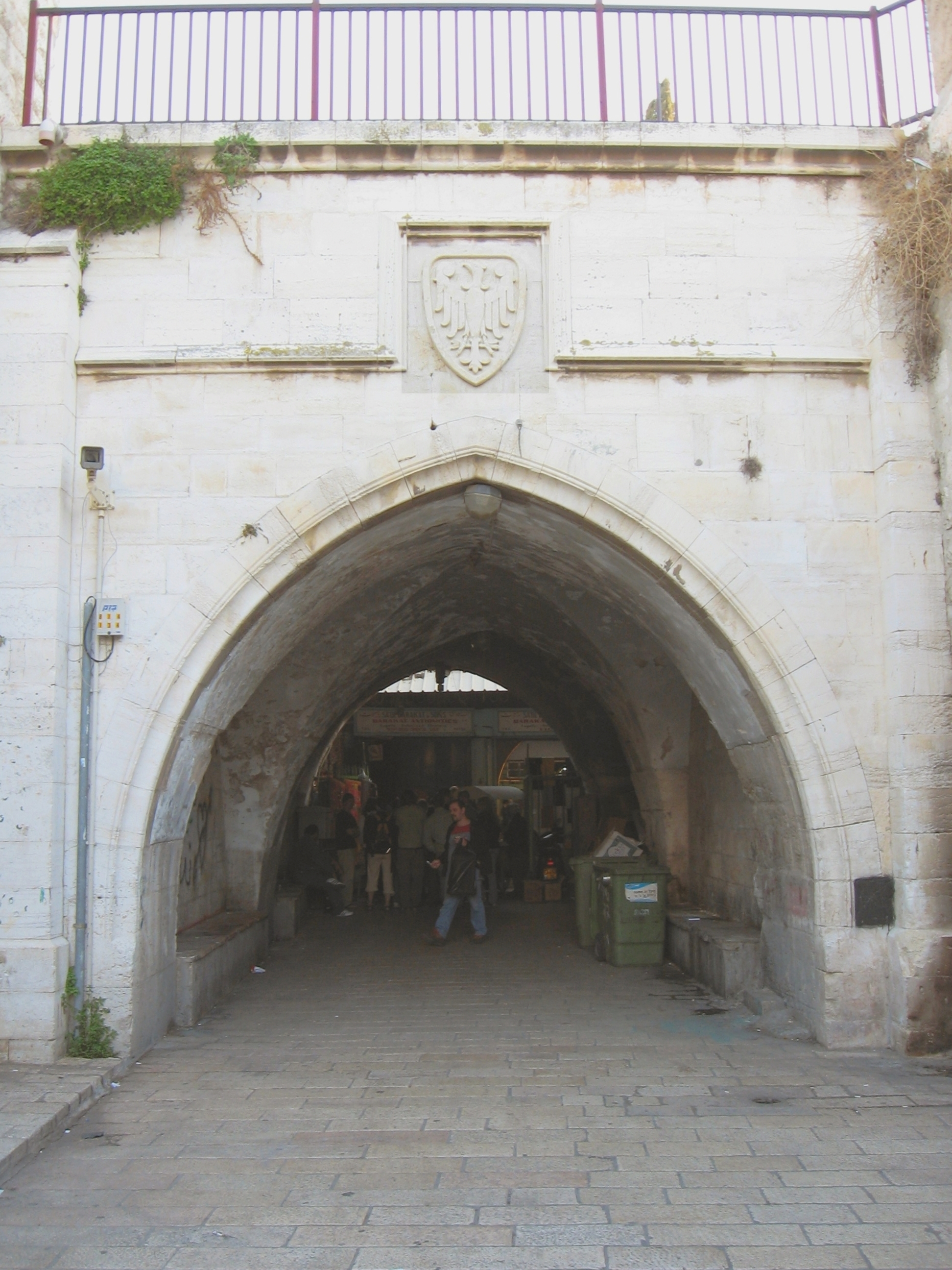
Durchgang vom Muristan ins armenische Viertel. Zu erkennen ist der stilisierte preußische Adler über dem Tor

Der Muristan (arabisch مورستان, DMG Mūristān, von persisch بیمارستان Bimārestān, ‚Krankenhaus, Irrenhaus‘), zu dem heute u. a. die deutsche evangelisch-lutherische Erlöserkirche, das Grundstück der Martin-Luther-Schule und das Lutherische Hospiz gehören, ist ein eng bebautes Areal im Zentrum der Jerusalemer Altstadt.
Es wird im Westen von der Christian Quarter Road, im Süden von der David Street, im Osten vom Suq el-Lahhamin und im Norden vom Suq ed-Dabbagha begrenzt. Die Muristan Road teilt das Gelände in einen westlichen und einen östlichen Bereich.

## Geschichte
Bereits im Jahr 603 beauftragte Papst Gregor I. Abt Probus aus Ravenna, ein Hospital in Jerusalem zu errichten, um die Pilger zu betreuen. Im Jahre 800 ließ Karl der Große dieses Pilgerhospiz ausbauen und um eine Bibliothek erweitern. Er hatte zuvor das Gelände als Geschenk des Kalifen von Bagdad, des sagenumwobenen Hārūn ar-Raschīd, erhalten.
1005 ließ der Kalif al-Hākim bi-amr Allāh neben zahlreichen anderen christlichen Gebäuden das Hospiz zerstören. 1023 wurde es von italienischen Kaufleuten aus Amalfi und Salerno an der Stelle des Klosters von Johannes dem Täufer wieder aufgebaut und stand unter der Leitung der Benediktiner, bevor im Jahre 1064 Muristan durch eine weitere Schenkung in den Besitz eines Kaufmanns aus Amalfi überging. Auch eine im Jahre 1048 erstmals erwähnte und von Kaufleuten aus Amalfi bereits lange vor dem ersten Kreuzzug gestiftete, inzwischen zerstörte Pilgerherberge wurde neu aufgebaut. Neben dem Hospital, das entweder Johannes dem Täufer, oder Johannes dem Almosengeber gewidmet war, wurden zwei Marienkirchen, eine Johanneskirche und zwei Klosteranlagen, zu deren Aufgaben es gehörte, männliche und weibliche kranke Pilger zu pflegen, errichtet. Wenig später, im Jahre 1099, wurde hier der Hospitaliterorden (auch Johanniterorden) gegründet, der bis heute im katholischen Malteserorden und den diversen protestantischen Johanniterorden fortbesteht. An den Ort dieses ersten Hospitals der Johanniter erinnert heute ein an dieser Stelle aufgestellter Gedenkstein. Der Orden, der seinen Namen vom Schutzpatron des Hospitals herleitete, wurde beim Sieg Saladins über die Kreuzfahrer 1187 aus Jerusalem vertrieben.
Die Gebäude wurden als islamische Stiftung weitergeführt. Bis ins 16. Jahrhundert wurden hier weiterhin Kranke gepflegt, dann verfiel der Muristan, und die Gebäude wurden fast vollständig zerstört. Um die Mitte des 19. Jahrhunderts befanden sich an vielen Stellen Ruinen, es war das einzige noch zu bebauende Grundstück in der Altstadt Jerusalems. Das griechisch-orthodoxe Patriarchat kaufte den Teil westlich der heutigen Muristan Road (früher: Kronprinz-Friedrich-Wilhelm-Straße), vorwiegend zum Bau eines gut durchgeplanten Basars.
1869 übereignete der Sultan des osmanischen Reiches, Abdülhamid II., den östlichen Teil des Muristan-Areals dem preußischen Kronprinzen Friedrich Wilhelm als Geschenk an den König von Preußen, Wilhelm I. Hier wurde am 31. Oktober 1898 in Gegenwart des deutschen Kaiserpaares die deutsche evangelisch-lutherische Erlöserkirche eingeweiht.
Der im November 2012 eröffnete archäologische Park „Durch die Zeiten“, der sich unter der Erlöserkirche befindet, bietet die Möglichkeit, die Geschichte Jerusalems und insbesondere des Muristans real zu begehen.
Heute ist der ehemalig preußische Teil des Muristans im Besitz der Evangelischen Jerusalemstiftung in Hannover.

## Abbildungen

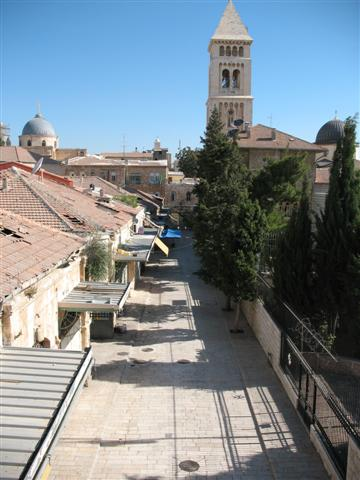
Muristan und Erlöserkirche
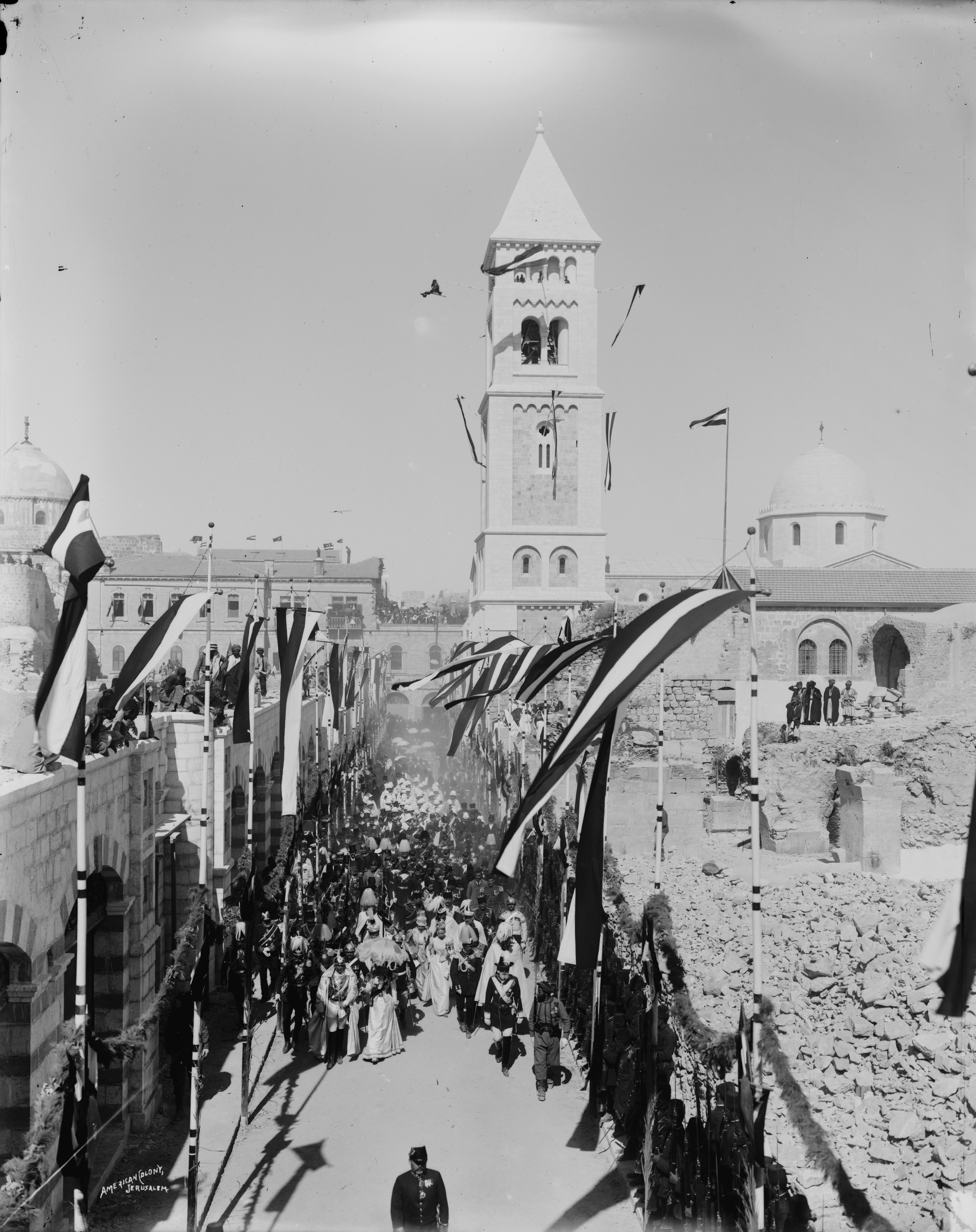
Besuch des deutschen Kaiserpaares, 1898
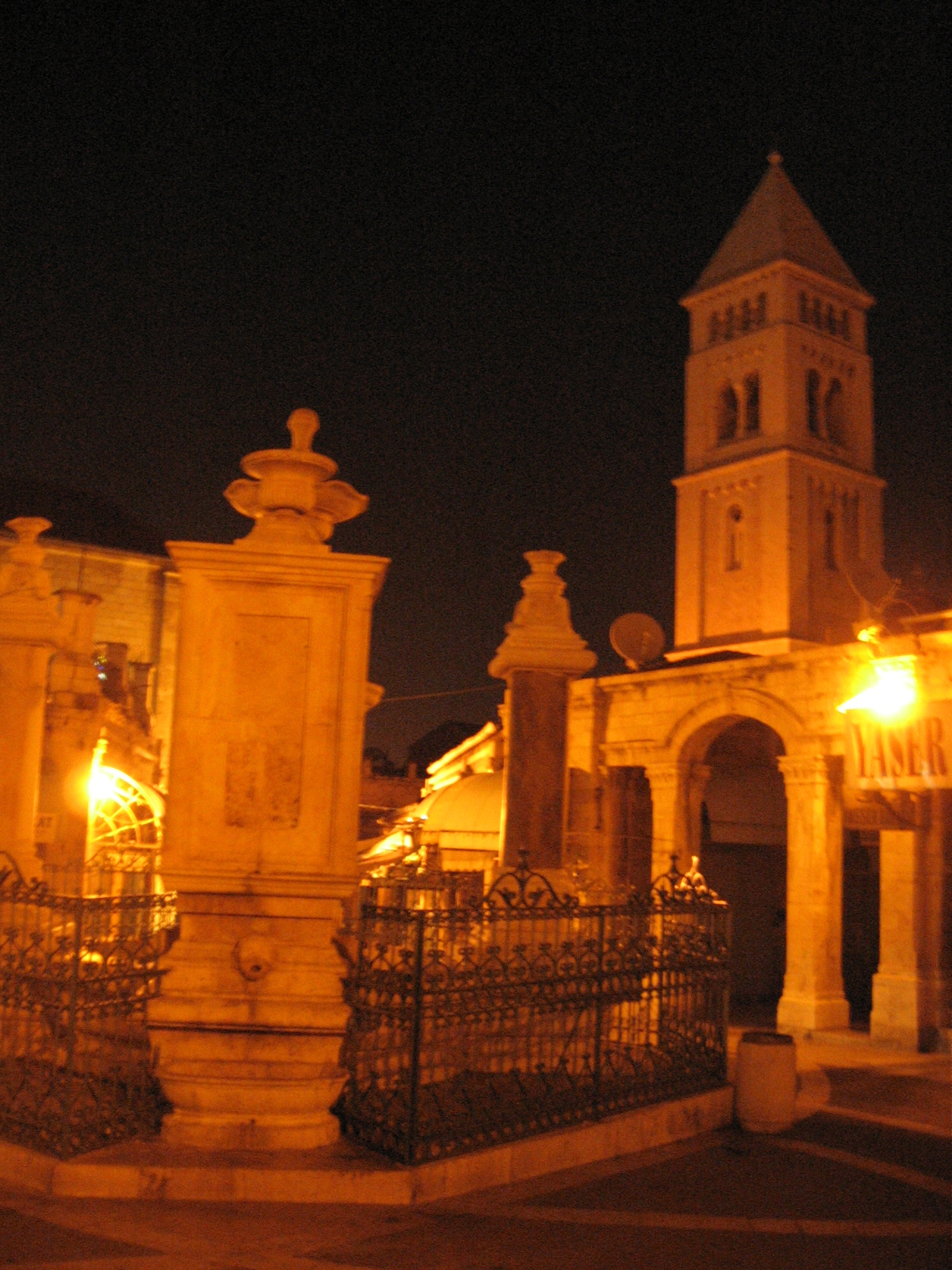
Muristanbrunnen und Erlöserkirche bei Nacht
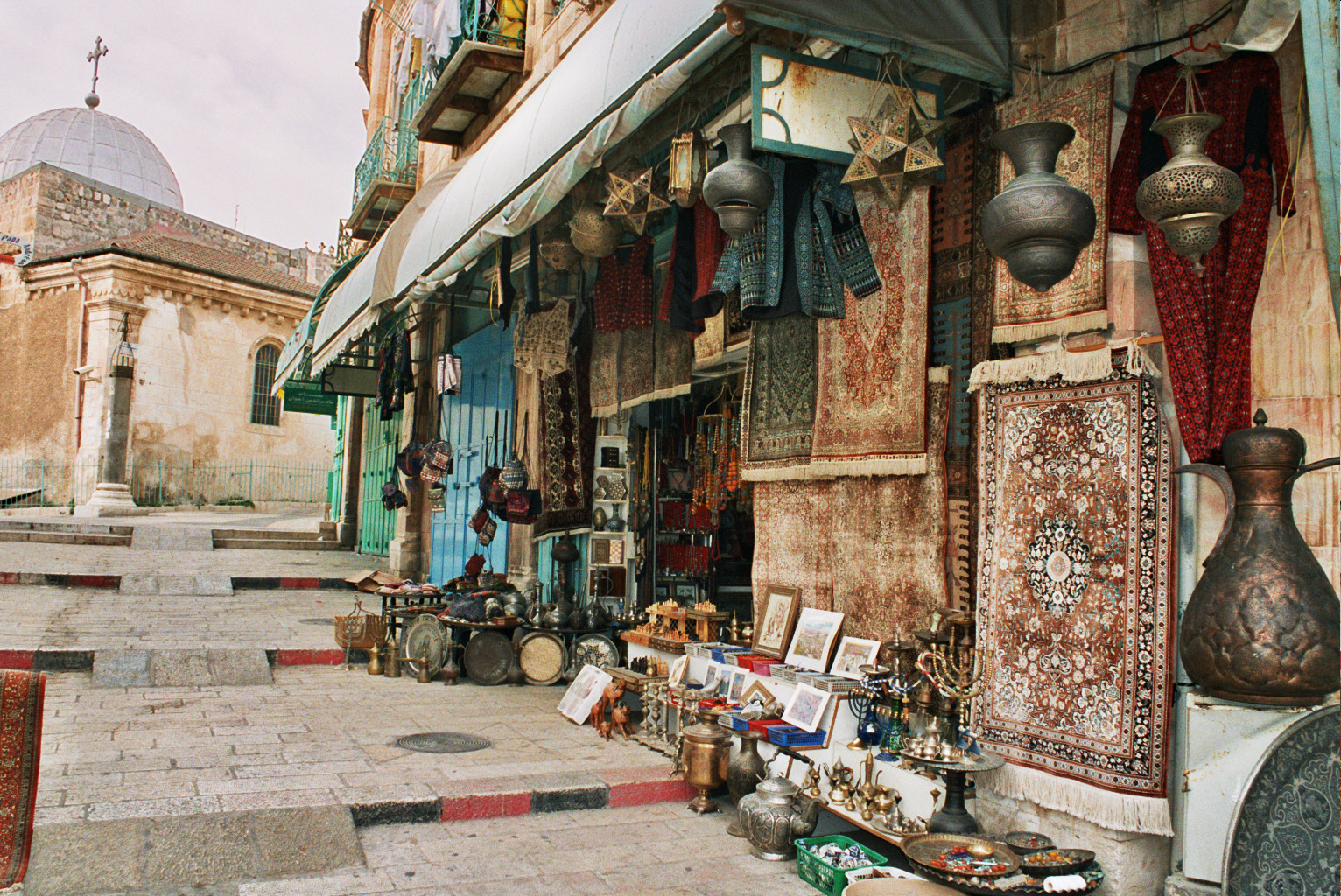
Arabischer Souvenirladen im Muristan
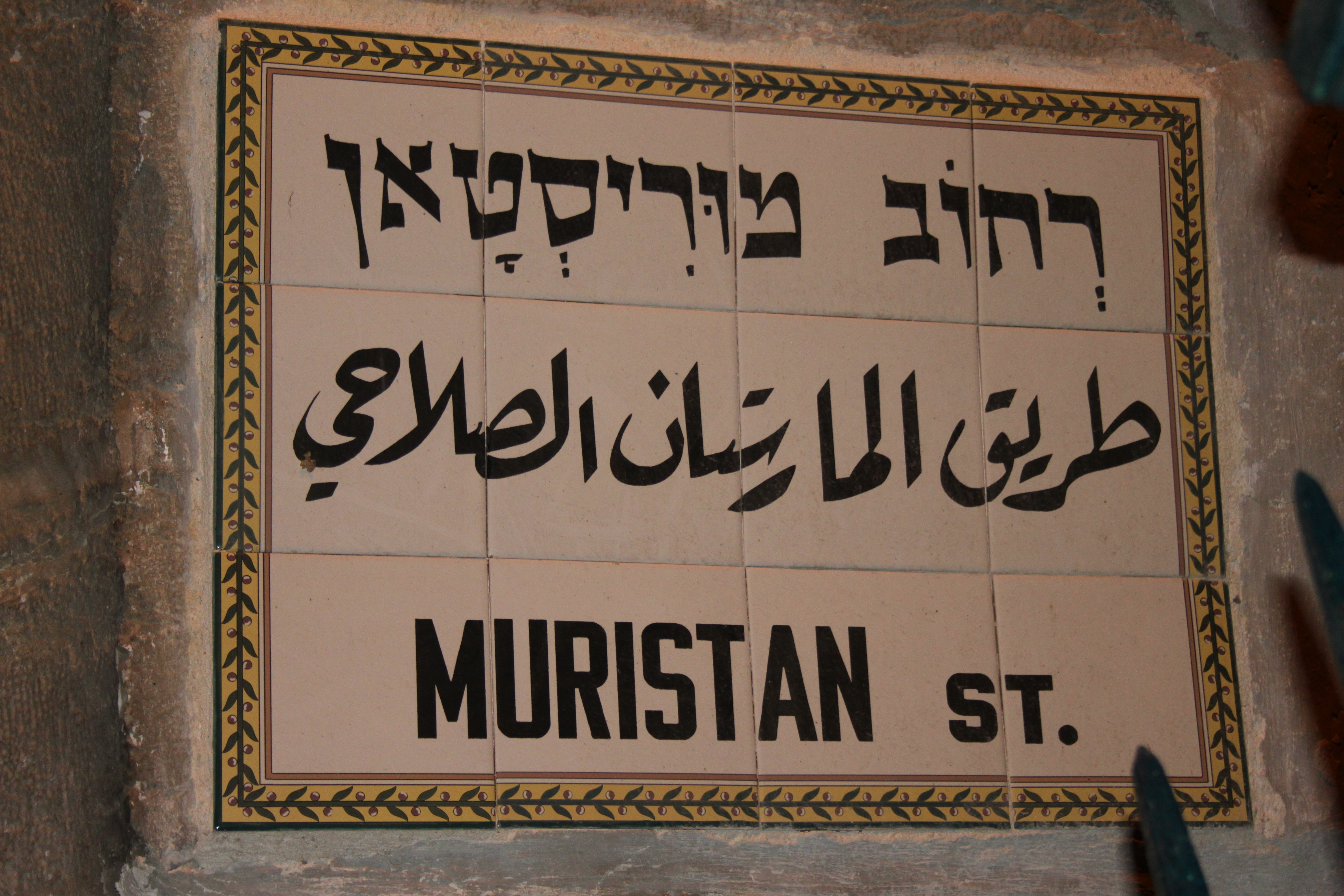
Straßenschild der Muristan Street in der Jerusalemer Altstadt